# Шпигун (фільм, 1914)
«Шпигун» (англ. The Spy) — німий чорно-білий фільм 1914 року режисера Отіса Тернера за романом Джеймса Фенімора Купера «Шпигун, або Повість про нейтральну територію».

## У ролях
- Герберт Роулінсон — Гарві Берч (шпигун)
- Една Мезон — Кеті (кохана Берча)
- Елла Голл — Френсіс Вортон
- Вільям Вортінгтон — генерал Вашингтон
- Едвард Александер — майор Данвуді
- Рекс де Роселлі — містер Вортон
- Дж. В. Пайк — Генрі Вортон (син містера Вортона)
- Френк Ллойд — Джейк Парсонс